# Susan Tyrrell
Susan Tyrrell, född Susan Jillian Creamer 18 mars 1945 i San Francisco, Kalifornien, död 16 juni 2012 i Austin, Texas, var en amerikansk skådespelerska.

## Utmärkelser
Tyrrell vann ett Saturn Award för bästa kvinnliga biroll för Andy Warhol's Bad 1978.

## Roller i urval
- 1972 – Fat City - Chansernas stad
- 1974 – Pionjärerna
- 1977 – Andy Warhol's Bad
- 1977 – Idolen är död
- 1981 – Du eller ingen!
- 1981–1982 – Open All Night (TV-serie)
- 1984 – Angel
- 1987 – From a Whisper to a Scream
- 1988 – Tapeheads
- 1990 – Cry-Baby
- 1995 – Powder
- 2003 – Masked and Anonymous